# Joênia Wapixana
Joênia Wapixana (chính thức là Joênia Batista de Carvalho) (sinh năm 1974) là luật sư người bản địa đầu tiên ở Brazil và là thành viên của bộ lạc Wapixana ở miền bắc Brazil. Với vụ tranh chấp đất đai với Ủy ban Nhân quyền Liên Mỹ, Wapixana trở thành luật sư bản địa đầu tiên tranh luận trước Tòa án Tối cao Brazil. Bà là chủ tịch hiện tại của Ủy ban Quốc gia về Bảo vệ Quyền của Người bản địa.
Bà được bầu làm dân biểu cho bang Roraima, từ danh sách đảng của Mạng bền vững (REDE), trong cuộc tổng tuyển cử năm 2018. Batista de Carvalho là người bản địa thứ hai (kể từ cuộc bầu cử của Mário Juruna năm 1982) và là phụ nữ bản địa đầu tiên được bầu vào Hạ viện.

## Đầu đời
Joênia sinh ra ở bang Roraima của Brasil và lớn lên ở những ngôi làng vùng Amazon bị cô lập như Truarú hay Guariba, nơi lối sống truyền thống còn duy trì và chỉ một vài người lớn tuổi nói tiếng Bồ Đào Nha. Tên chính thức của bà, Joênia Batista de Carvalho, là do một nhân viên trước bạ đặt khi làm giấy khai sinh cho bà. Bà tự gọi mình bằng tên đầu ghép với tên bộ lạc của mình thành Joênia Wapixana. Khi bà bảy hoặc tám tuổi, cha của Joênia đã bỏ gia đình  và mẹ cô chuyển đến thủ đô Boa Vista, tìm kiếm cơ hội kiếm sống.  Anh em Joênia được ghi danh vào trường, nhưng ba anh trai của bà sau đó bỏ học để đi làm. Joênia hoàn thành giáo dục trung học vào đầu những năm 1990 và ban đầu xem xét trở thành bác sĩ, vì bà không muốn theo con đường thông thường dành cho phụ nữ bản địa có giáo dục là đi giảng dạy. Bà đăng ký vào trường luật, làm việc ban đêm trong một văn phòng kế toán để trả tiền học.  Năm 1997, Joênia tốt nghiệp Đại học Liên bang Roraima (UFRR) là luật sư bản địa đầu tiên ở Brazil. 

## Nghề nghiệp
Batista de Carvalho bắt đầu làm việc trong bộ phận pháp lý của Hội đồng bản địa Roraima (CIR).  Năm 2004, bà đệ đơn kiện lên Ủy ban Nhân quyền Liên Mỹ, yêu cầu họ buộc chính phủ Brazil chính thức đặt ra ranh giới của Lãnh thổ bản địa Raposa Serra do Sol, quê hương truyền thống của các dân tộc Ingarikó, Makuxi, Patamona, Taurepang và Wapixana.  Năm 2005, Tòa án Tối cao Brazil (STF) đã phê chuẩn các ranh giới của khu bảo tồn và tuyên bố nó trở thành một khu vực bảo vệ môi trường trong đó các quyền của thổ dân được bảo vệ theo hiến pháp, nhưng đụng chạm giữa người khai thác gỗ, thợ mỏ và các cộng đồng bản địa tiếp tục.  Năm 2008, Batista de Carvalho trở thành luật sư bản địa đầu tiên tranh luận trước STF.  Vụ kiện liên quan đến việc liệu chính phủ có quyền phân chia vùng đất của Raposa Serra do Sol thành các khu vực bị chia cắt để hỗ trợ các yêu sách đối với đất của những công ty khai khoáng và sản xuất lúa gạo. Batista de Carvalho lập luận rằng điều khoản hiến pháp về bảo vệ quyền của người bản địa cấm các sự phân chia đó.  Vào ngày 19 tháng 3 năm 2009, STF, với tỉ lệ 10:1, đã bỏ phiếu xác nhận quyền độc quyền của thổ dân chiếm hữu và sử dụng vùng đất dự trữ của Raposa Serra do Sol. 
Năm 2013, bà được bổ nhiệm làm chủ tịch đầu tiên của Ủy ban Quốc gia về Bảo vệ Quyền của Người bản địa.  Ủy ban này được Hội luật sư Brazil lập ra như một phương tiện giám sát pháp luật có thể ảnh hưởng đến quyền bản xứ. Vai trò của ủy ban là hỗ trợ và can thiệp nếu cần trong các vấn đề pháp lý của tòa án cấp dưới hoặc Tòa án tối cao trong các trường hợp ảnh hưởng đến quyền bản địa.  

## Giải thưởng và giấy chứng nhận
Batista de Carvalho đã nhận được Giải thưởng Nhân quyền Reebok năm 2004  và năm 2010 được chính phủ Brazil trao Huy chương danh dự Văn hóa.   Năm 2018, bà được trao giải thưởng Liên hiệp quốc trong lĩnh vực nhân quyền.

### Trích dẫn
1. ↑  "País elege primeiro indígena deputado federal desde 1982". www.msn.com (bằng tiếng Bồ Đào Nha). Truy cập ngày 8 tháng 10 năm 2018.
2. 1 2 3 4  Rohter 2004.
3. 1 2 3  Ministério da Cultura 2010.
4. 1 2  Rodrigues 2013.
5. 1 2  Schertow 2008.
6. ↑  de Sousa Santos & Carlet 2009, tr. 80.
7. ↑  Sales de Lima 2008.
8. ↑  Parellada 2005, tr. 202.
9. ↑  BBC 2009.
10. ↑  Última Instância 2013.
11. ↑  Royal Norwegian Embassy in Brazil 2013.
12. ↑  Government Portal Brasil 2014.
13. ↑  "2018 United Nations Prize in the Field of Human Rights". OHCHR. Truy cập ngày 10 tháng 12 năm 2018.